# أحمد الخطيب (لاعب شطرنج)
أحمد الخطيب هو أستاذ كبير في الشطرنج الأردني.

## مسيرته في الشطرنج
الخطيب هو أول لاعب أردني يحمل لقب أستاذ كبير. قد حصل على اللقب في مارس 2023 بعد فوزه بالقسم المفتوح من بطولة العرب للشطرنج. يمكن للاعبين أن يصبحوا أساتذة كبار بالفوز ببطولة قارية للشطرنج والحصول على تصنيف أعلى من 2300، دون الحاجة إلى كسب معايير الأساتذة الكبار الثلاثة القياسية أو الحصول على تصنيف أعلى من 2500. هذه هي الطريقة التي حصل بها الخطيب على لقبه.
في يونيو 2023، شارك الخطيب في بطولة دبي المفتوحة للشطرنج الثالثة والعشرين، حيث تعادل مع سامبيت باندا الأعلى تصنيفًا في الجولة السابعة. حصل على الميدالية الذهبية في بطولة العرب للرجال عام 2023.

## روابط خارجية
- أحمد الخطيب على موقع الاتحاد الدولي للشطرنج (الإنجليزية)
- أحمد الخطيب على موقع مباريات الشطرنج (الإنجليزية)
- أحمد الخطيب على موقع Chesstempo.com (الإنجليزية)